# Ingerophrynus divergens
Ingerophrynus divergens és una espècie d'amfibi que viu a Brunei, Indonèsia i Malàisia i que es troba amenaçada d'extinció per la pèrdua del seu hàbitat natural.